# Thomas Stafford Williams
Pour les articles homonymes, voir Thomas Williams et Williams.
Thomas Stafford Williams, né le 20 mars 1930 à Wellington (Nouvelle-Zélande) et mort le 22 décembre 2023 à Waikanae, est un cardinal néo-zélandais, archevêque métropolitain de Wellington entre 1979 et 2005.

## Biographie

### Formation
Après des études de commerce, Thomas Stafford Williams est entré au séminaire national Sainte-Croix (Holy Cross) de Mosgiel (diocèse de Dunedin en Nouvelle-Zélande) avant d'être envoyé à Rome pour terminer sa formation à l'Université pontificale urbanienne où il obtient une licence en théologie. Il a également obtenu un diplôme en Sciences sociales de l'Université catholique de Dublin (Irlande). Il est ordonné prêtre à Rome le 20 décembre 1959.

### Principaux ministères
Après avoir exercé différentes fonctions en Nouvelle-Zélande et aux Samoa occidentales, Thomas Stafford Williams est nommé archevêque de Wellington par Jean-Paul II le 30 octobre 1979, et reçoit la consécration épiscopale le 20 décembre suivant, vingt ans jour pour jour après son ordination sacerdotale.
Il est nommé ordinaire militaire pour la Nouvelle-Zélande le 1er juin 1995.
Il est créé cardinal au consistoire du 2 février 1983 par le pape Jean-Paul II.
Au sein de la Curie romaine, il est membre de la Congrégation pour l'évangélisation des peuples.
Atteint par la limite d'âge, il se retire le 21 mars 2005 et garde le titre d'archevêque émérite de Wellington.
Il participe aux votes du conclave de 2005 qui voit l'élection de Benoît XVI. Atteint par la limite d'âge des cardinaux électeurs le 20 mars 2010, il ne peut pas prendre part aux votes du conclave de 2013 qui voit l'élection de François.
La durée de son cardinalat est de plus de 40 ans (du 2 février 1983 au 22 décembre 2023).
Il meurt le 22 décembre 2023 à Waikanae.

### Autres fonctions exercées
Thomas Stafford Williams a par ailleurs présidé la Conférence des évêques catholiques de Nouvelle-Zélande de 1980 à 1988. Il a ensuite été président fondateur de la Fédération des conférences des évêques catholiques d'Océanie de 1990 à 1998.
De novembre à décembre 1998, il a été président délégué de l'Assemblée spéciale du Synode des évêques pour l'Océanie.